# الینس‌ویل (ویسکانسین)
الینس‌ویل، ویسکانسین (به انگلیسی: Allenville, Wisconsin) یک محدوده ثبت‌نشده در ایالات متحده آمریکا است که در وینلند واقع شده‌است.

## خصوصیات
الینس‌ویل ۲۴۹٫۰۲ متر بالاتر از سطح دریا واقع شده‌است.